# Ptolemäischer Alexanderkult
Der ptolemäische Alexanderkult war eine religiöse Einrichtung in der hellenistischen Ära Ägyptens, die vom frühen 3. bis in das 1. vorchristliche Jahrhundert hinein existierte. In ihm manifestierte sich die Verehrung des zum Gott erhobenen Alexander des Großen als staatliche Institution, die ein wichtiger Bestandteil des von den Ptolemäern betriebenen Herrscherkults war.

## Hintergrund
Nach dem Tod Alexanders des Großen 323 v. Chr. sicherte sich einer seiner Feldherren, Ptolemaios, in den langwierigen Nachfolgekämpfen, den Diadochenkriegen, aus der Erbmasse des „Alexanderreichs“ das wohlhabende Ägypten als Herrschaftsgebiet und baute dieses Land zur Ausgangsbasis seines eigenen Königreichs aus. Zur Legitimierung seiner Machtübernahme im Nilland berief er sich, wie jeder andere Diadoche auch, neben seinem Kriegsglück auch auf die rechtmäßige Nachfolge (diadochē) Alexanders, als dessen engster Freund er sich selbst in seinem Geschichtswerk stilisierte. Von den Ägyptern war Alexander einst als Befreier von der persischen Fremdherrschaft begrüßt worden und hatte ihnen gegenüber durch seine, nach altägyptischem Ritus erfolgte, Inthronisierung zum Pharao als „Sohn des Ammun-Re“ außerdem einen göttlichen Status erlangt. Die Inanspruchnahme seiner Nachfolge konnte zur Machtübernahme in Ägypten folglich nur dienlich sein.
Im neuen Ptolemäerstaat wurde die herrschende Klasse nun allerdings von den Hellenen gestellt, den makedonischen und griechischen Gefolgsmännern Alexanders und deren Nachkommen, zu denen nicht zuletzt auch das ptolemäische Königshaus gehörte. Bestärkt von seinen bis dahin nie gesehenen Erfolgen, hatte Alexander in seinem letzten Lebensjahr von all seinen griechischen Untertanen die Apotheose verlangt, die Anerkennung als lebender Gott. In der griechischen Welt war dieses Ansinnen widersprüchlich und tendenziell ablehnend aufgenommen worden, doch hatten allein die zahlreichen Stadtgründungen Alexanders seine nachhaltige Verehrung als Gott gesichert, da die Bürger einer hellenischen Stadt von je her ihrem Gründer (ktistes) göttliche Ehren entgegenbrachten. So auch in dem „bei“ Ägypten gegründeten Alexandria, welches Ptolemaios zur Hauptstadt seines Königreichs erkor. Wie kein anderer Diadochenherrscher vereinnahmte Ptolemaios das ideelle Erbe Alexanders für sich und verknüpfte dieses propagandistisch mit der von ihm gegründeten Dynastie. Dazu sollte Alexander über den Status eines bloßen Stadtgottes hinaus zu einem Reichsgott erhoben werden, den alle Hellenen des sich auch jenseits der Grenzen Ägyptens erstreckenden Ptolemäerreichs verehren mussten.

## Alexander als Hauptgott der Ptolemäer
Wohl um das Jahr 290 v. Chr. begann Ptolemaios in Alexandria den Bau des Tempelgrabes für Alexander, den sogenannten „Körper“ (sēma), und stellte ihm einen Priester (ἱερεύς / hiereus) zur spirituellen Führung und Habhaltung der religiösen Handlungen bei. Das alexandrinische Priesteramt avancierte schnell zur höchsten religiösen Würde des Ptolemäerreichs. Seine Bedeutung wurde durch seinen eponymen Charakter unterstrichen, das heißt, das Herrscherjahr eines Königs wurde nach dem Namen des Priesters benannt, Dokumente griechischer und demotischer Schrift wurden nach ihm datiert. Zum ersten Amtsinhaber wurde sogleich Menelaos bestellt, der Bruder des Königs. Unter Ptolemaios I. konnten die Priester offenbar mehrere Jahre das Amt bekleiden, während ab Ptolemaios II. die Amtszeit, mit wenigen Ausnahmefällen, auf ein Jahr beschränkt war.
Die erfolgreiche Etablierung des Alexanderkults in Alexandria wurde zweifelsohne durch die Inbesitznahme des Leichnams Alexanders erleichtert, die bereits 321 v. Chr. durch die listenreiche Umleitung des Leichenzugs von Babylon nach Ägypten bewerkstelligt wurde. Ptolemaios I. ließ die Leiche des Eroberers zunächst in Memphis beisetzen, unter Ptolemaios II. wurde sie dann nach Alexandria überführt. Die Anwesenheit des Leichnams des Stadtgründers in seiner ägyptischen Stadt erhöhte deren Prestige wie auch das der ptolemäischen Dynastie über jenes der anderen Diadochendynastien und festigte den Glauben an den neuen Reichskult zusätzlich. Alexanders sterbliche Hülle wurde übrigens nicht dem griechisch-makedonischen Brauch gemäß eingeäschert, sondern in einem goldenen Sarkophag aufgebahrt, der später durch einen lichtdurchlässigen Behälter ersetzt wurde. Sie wurde so zu einer der meistbesuchten Pilgerstätten der antiken Mittelmeerwelt, die noch die römischen Kaiser zu Wallfahrten animierte.
Im Pantheon der griechischen Gottheiten wurde Alexander von den Ptolemäern den olympischen und damit führenden Gottheiten beigesellt. Dies erklärt unter anderem die bei ihm angewandte Weglassung der Gott-Bezeichnung in den Dokumenten und Urkunden, da bei einem olympischen Gott der Individualname ausreichte, um seinen Status zu kennzeichnen, so dass sich das „Gott“-Epitheton (theos) vor dem Namen erübrigte. Wie Zeus oder Apollon war nun auch „Alexander“ ein göttlicher Name.

## Die Ptolemäer als tempelteilende Götter
Während unter Ptolemaios I. der Alexanderkult etabliert wurde, vollzog sein Sohn und Nachfolger Ptolemaios II. dessen Verknüpfung mit dem dynastieeigenen Herrscherkult. Der ptolemäische Kult wurde 283/282 v. Chr. mit der Erhebung des verstorbenen Elternpaares des Ptolemaios II. als „rettende Gottheiten“ (theoi soteres) begründet. Die herausragende Bedeutung des Alexanderkultes für die Dynastie wurde zu diesem Anlass zusätzlich bekräftigt, indem die Kultstatuen der Ptolemäer auch in seinem Tempel aufgestellt wurden und der Alexanderpriester nun auch jene Kulthandlungen übernahm, die den vergöttlichten Ptolemäern darzubringen waren. Damit unterstrichen die Ptolemäer die Vorrangstellung Alexanders als Hauptgott und zugleich auch ihre Unterordnung gegenüber diesem, da sie sich als „Götter, die den Tempel [des Alexander] teilen“ (theoi synnaoi) dem Hauptgott zur Seite stellen ließen. Alexander blieb der Hauptempfänger aller Opfergaben, während die Ptolemäer an ihnen nur partizipierten.
Die Erhöhung Alexanders über die Ptolemäer und deren Verbindung zu ihm wurde später durch die institutionelle Erweiterung seines Kultes vertieft. So wurde 269 v. Chr. das Priesterinnenamt der „Korbträgerin“ (kanēphóros) der „Geschwistergöttin“/Arsinoë II., 211 v. Chr. jenes der „Preis –bzw. Kronenträgerin“ (athlophoros) der „Wohltätergöttin“/Berenike II. und 199 v. Chr. ein Priesterinnenamt für die „vaterliebende Göttin“/Arsinoë III. eingerichtet. Alle diese Ämter waren dem Alexanderpriester untergeordnet zur Seite gestellt. Kleopatra III. gesellte ihnen drei weitere Priesterämter für ihren eigenen persönlichen Kult als „wohltätige und mutterliebende Göttin“ hinzu: jene des „geheiligten Fohlens“ (hieros pōlos), der „Kranzträgerin“ (stephanēphoros) und der „Lichtträgerin“ (phōsphoros).
Auch der Status als „tempelteilende Gottheiten“ wurde weiter verfestigt, nachdem unter Ptolemaios IV. die Unterbringung der sterblichen Überreste der Ptolemäer in das Sema erfolgt war, die im Gegensatz zum Leichnam Alexanders dem griechischen Brauch gemäß eingeäschert und in Urnen aufbewahrt wurden.

## Liste der Alexanderpriester

### Ptolemaios I. Soter I.(305–282 v. Chr.)
| Priester | Priester                 | Amtsjahr        | Herrscherjahr | Belege         | Bemerkungen                          |
| -------- | ------------------------ | --------------- | ------------- | -------------- | ------------------------------------ |
| 006      | Menelaos, Sohn des Lagos | 285/284 v. Chr. | 39.           | P. Hib. I 84a. | Bruder des Ptolemaios I. 4. Amtszeit |
| 007      | Menelaos, Sohn des Lagos | 284/283 v. Chr. | 40.           | P. Eleph. 2.   | 5. Amtszeit                          |
| 008      | Eureas, Sohn des Proitos | 283/282 v. Chr. | 41.           | P. Eleph. 3.   | amtierte drei Amtszeiten             |

### Ptolemaios II. Philadelphos(285/282–246 v. Chr.)
| Priester | Priester                                                | Amtsjahr        | Herrscherjahr | Belege                                                          | Bemerkungen                                                                |
| --- | ------------------------------------------------------- | --------------- | ------------- | --------------------------------------------------------------- | -------------------------------------------------------------------------- |
| Für die Priester Nr. 9–16 vom 4. bis 11. Herrscherjahr des Ptolemaios II. Philadelphos liegen zwei Papyrusfunde samt Priesternamen vor, die aber nicht datiert werden können. |                                                         |                 |               |                                                                 |                                                                            |
| ? | Athenaios oder Limnaios, Sohn des Apollonios            | ?               | ?             | P. Hib. I 97.                                                   |                                                                            |
| ? | Philiskos, Sohn des Spoudaios                           | ?               | ?             | P. Hib. I 30.                                                   |                                                                            |
| 017 | Leontiskos, Sohn des Kallimedes                         | 274/273 v. Chr. | 12.           | P. Cair. Zen. I 59001. P. Hib. I 110.                           |                                                                            |
| 018 | Nearchos oder Neomedes, Sohn des Neokles oder Philokles | 273/272 v. Chr. | 13.           | P. Hib. I 110; II 199.                                          |                                                                            |
| 019 | Kallikrates, Sohn des Boiskos                           | 272/271 v. Chr. | 14.           | P. Hib. II 199. PP VI 14607.                                    | Von Samos. Erster Priester des Alexander und der vergöttlichten Ptolemäer. |
| 020 | Patroklos, Sohn des Patron                              | 271/270 v. Chr. | 15.           | P. Hib. II 199. PP VI 15063.                                    |                                                                            |
| Für die Priester Nr. 21–25 vom 16. bis 20. Herrscherjahr des Ptolemaios II. Philadelphos liegen keine Papyrusfunde oder Inschriften vor.                                      |                                                         |                 |               |                                                                 |                                                                            |
| 026 | Timarchides, Sohn des Asklepiodoros                     | 265/264 v. Chr. | 21.           | P. Strasb. V 641.                                               |                                                                            |
| 027 | Pelops, Sohn des Alexandros                             | 264/263 v. Chr. | 22.           | P. Hib. I 92. PP VI 14618.                                      | aus Makedonien, Vater des Pelops                                           |
| 028 | Kineas, Sohn des Alketas                                | 263/262 v. Chr. | 23.           | P. Hib. I 88; II 209. PP VI 17215.                              | aus Thessalien                                                             |
| 029 | Aristonikos, Sohn des Perilaos                          | 262/261 v. Chr. | 24.           | P. Hib. I 85 und 190. PP VI 14897.                              |                                                                            |
| 030 | Ptolemaios, Sohn des Aratokles                          | 261/260 v. Chr. | 25.           | P. Hib. I 143. P. Osl. II 16. PP III/IX 5236.                   |                                                                            |
| 031 | Taurinos, Sohn des Alexandros                           | 260/259 v. Chr. | 26.           | BGU VI 1226.                                                    | aus Makedonien, Bruder des Pelops                                          |
| 032 | Medeios, Sohn des Lampon (oder Laagon)                  | 259/258 v. Chr. | 27.           | BGU VI 1227. P. Petrie III 56b.                                 |                                                                            |
| 033 | Antiphilos, Sohn des Lykinos                            | 258/257 v. Chr. | 28.           | BGU VI 1228. P. Hib. I 94.                                      |                                                                            |
| 034 | Antiochos, Sohn des Kebbas                              | 257/256 v. Chr. | 29.           | BGU VI 1229; X 1979, 1980. P. Cair. Zen. I 59133. P. Hib. I 95. | aus Thessalien                                                             |
| 035 | ?                                                       | 256/255 v. Chr. | 30.           |                                                                 |                                                                            |
| 036 | Glaukon, Sohn des Eteokles                              | 255/254 v. Chr. | 31.           | PP IX 5203. P. Cair. Zen. II 59173, 59182.                      | Bruder des Chremonides aus Athen                                           |
| 037 | ?                                                       | 254/253 v. Chr. | 32.           |                                                                 |                                                                            |
| 038 | Aetos, Sohn des Apollonios                              | 253/252 v. Chr. | 33.           | P. Cair. Zen. II 59248. PP IX 4988.                             | aus Aspendos                                                               |
| 039 | Neoptolemos, Sohn des Kraisis                           | 252/251 v. Chr. | 34.           | P. Hib. I 98.                                                   | aus Pisidien                                                               |
| 040 | Ptolemaios, Sohn des Andromachos                        | 251/250 v. Chr. | 35.           | P. Cair. Zen. II 59289.                                         | vielleicht mit Ptolemaios Andromachou identisch                            |
| 041 | Epainetos, Sohn des Epainetos                           | 250/249 v. Chr. | 36.           | P. Cornell 2.                                                   |                                                                            |
| 042 | ?                                                       | 249/248 v. Chr. | 37.           | P. Cornell 2.                                                   |                                                                            |
| 043 | Antiochos, Sohn des Kratidas                            | 248/247 v. Chr. | 38.           | PP III/IX 4999. P. Petrie III 54a.                              |                                                                            |
| 044 | Tlepolemos, Sohn des Artapates                          | 247/246 v. Chr. | 39.           | P. Cair. Zen. III 59340.                                        | aus Xanthos                                                                |

### Ptolemaios III. Euergetes I.(246–222 v. Chr.)
| Priester | Priester                                            | Amtsjahr        | Herrscherjahr | Belege                                                       | Bemerkungen         |
| -------- | --------------------------------------------------- | --------------- | ------------- | ------------------------------------------------------------ | ------------------- |
| 044      | Tlepolemos, Sohn des Artapates                      | 246/246 v. Chr. | 1.            |                                                              |                     |
| 045      | Tlepolemos, Sohn des Artapates                      | 246/245 v. Chr. | 2.            | P. Petrie III 43. PSI IV 385.                                | 2. Amtszeit         |
| 046      | Archelaos, Sohn des Damas                           | 245/244 v. Chr. | 3.            | BGU X 1981. P. Hib. I 145. PP III/IX 5040.                   |                     |
| 047      | Archelaos, Sohn des Damas                           | 244/243 v. Chr. | 4.            | BGU X 1981. P. Hib. I 145. PP III/IX 5040.                   | 2. Amtszeit         |
| 048      | Aristobulos, Sohn des Diodotos                      | 243/242 v. Chr. | 5.            | P. Hib. I 171. PSI IV 389.                                   |                     |
| 049      | Tantalos, Sohn des Kleonikos                        | 242/241 v. Chr. | 6.            | P. Petrie II 44 = III 54b.                                   |                     |
| 050      | Archibios, Sohn des Pheidon                         | 241/240 v. Chr. | 7.            | P. Hausw. 2; 8; 9.                                           |                     |
| 051      | Onomastos, Sohn des Pyrgon oder Pyrrhon             | 240/239 v. Chr. | 8.            | P. Hib. I 89; II 261, 262.                                   |                     |
| 052      | Apollonides, Sohn des Moschion                      | 239/238 v. Chr. | 9.            | OGIS I 56.                                                   |                     |
| 053      | Apollonides, Sohn des Moschion                      | 238/237 v. Chr. | 10.           | P. Petrie IV 1.                                              | 2. Amtszeit         |
| 054      | Seleukos                                            | 237/236 v. Chr. | 11.           | P. Petrie III 58d.                                           |                     |
| 055      | Eukles, Sohn des Eubatas                            | 236/235 v. Chr. | 12.           | BGU X 1982. P. Petrie IV 16.                                 |                     |
| 056      | Sosibios, Sohn des Dioskourides                     | 235/234 v. Chr. | 13.           | P. Petrie III 55a; IV 22. PP VI 14631.                       |                     |
| 057      | Hellanikos, Sohn des Hellanikos (oder Euphragoras?) | 234/233 v. Chr. | 14.           | P. Amsterdam Inv. 250.                                       |                     |
| 058      | ?, Sohn des Leon                                    | 233/232 v. Chr. | 15.           | P. dem. Cair. II 30604.                                      |                     |
| 059      | Aristomachos, Sohn des Timandros                    | 232/231 v. Chr. | 16.           | P. Hamb. Inv. 676.                                           |                     |
| 060      | Menneas, Sohn des Menoitios                         | 231/230 v. Chr. | 17.           | P. dem. Berl. 3089.                                          |                     |
| 061      | ?                                                   | 230/229 v. Chr. | 18.           |                                                              |                     |
| 062      | Philon, Sohn des Antipatros                         | 229/228 v. Chr. | 19.           | P. dem. Cair. II 31208; 31210.                               |                     |
| 063      | Ikatidas, Sohn des Ikatidas                         | 228/227 v. Chr. | 20.           | SB V 7631.                                                   |                     |
| 064      | Galestes, Sohn des Philistion                       | 227/226 v. Chr. | 21.           | P. Petrie III 21a–b. SB III 6277; 6301. P. dem. Cair. 30624. |                     |
| 065      | Alexikrates, Sohn des Theogenes                     | 226/225 v. Chr. | 22.           | P. Petrie I 19; III 19c.                                     |                     |
| 066      | Ptolemaios, Sohn des Chrysermos                     | 225/224 v. Chr. | 23.           | PP III/IX 5238; VI 14624.                                    |                     |
| 067      | Archeteas, Sohn des Iasios                          | 224/223 v. Chr. | 24.           | P. Hamb. Inv. I 24.                                          |                     |
| 068      | Dositheos, Sohn des Drimylos                        | 223/222 v. Chr. | 25.           | CPJud. I 127d–e. 3. Buch der Makkabäer 1, 3.                 | ein gebürtiger Jude |
| 069      | ?                                                   | 222 v. Chr.     | 26.           |                                                              |                     |

### Ptolemaios IV. Philopator(222–205 v. Chr.)
| Priester | Priester                                        | Amtsjahr        | Herrscherjahr | Belege                                                   | Bemerkungen                     |
| -------- | ----------------------------------------------- | --------------- | ------------- | -------------------------------------------------------- | ------------------------------- |
| 069      | Nikanor, Sohn des Bakchios                      | 222/221 v. Chr. | 1.            | BGU VI 1273; X 1983.                                     |                                 |
| 070      | Pytheas, Sohn des Apollodoros                   | 221/220 v. Chr. | 2.            | P. Hausw. 16. SB X 10450; XII 10859.                     |                                 |
| 071      | Demetrios, Sohn des Apelles                     | 220/219 v. Chr. | 3.            | BGU X 1984.                                              |                                 |
| 072      | Demetrios, Sohn des Apelles                     | 219/218 v. Chr. | 4.            | SB XII 11061.                                            |                                 |
| 073      | Mnasiades, Sohn des Polykrates                  | 218/217 v. Chr. | 5.            | BGU VI 1274.                                             | aus Argos, Vater des Polykrates |
| 074      | Ptolemaios, Sohn des Aeropos                    | 217/216 v. Chr. | 6.            | PP III/IX 5239; VI 15168 und 15237.                      | aus Argos                       |
| 075      | Agathokles, Sohn des Agathokles                 | 216/215 v. Chr. | 7.            | BGU VI 1262; X 1958; 1986.                               |                                 |
| 076      | Ptolemaios, Sohn des Ptolemaios                 | 215/214 v. Chr. | 8.            | BGU VI 1264; 1275; 1276; 1277; 1278; X 1943; 1959; 1969. |                                 |
| 077      | Andronikos, Sohn des Nikanor                    | 214/213 v. Chr. | 9.            | BGU X 1944; 1945; 1960; XIV 2397.                        |                                 |
| 078      | Pythangelos, Sohn des Philokleitos              | 213/212 v. Chr. | 10.           | BGU X 1946; 1947. SB III 6289.                           |                                 |
| 079      | Eteoneus (?, Sohn des Eteoneus?)                | 212/211 v. Chr. | 11.           | BGU X 1963; 1965. SB III 6288.                           |                                 |
| 080      | Eteoneus (?, Sohn des Eteoneus?)                | 211/210 v. Chr. | 12.           | P. dem. Berl. 3075.                                      |                                 |
| 081      | Antiphilos, Sohn des Agathanor                  | 210/209 v. Chr. | 13.           | P. BM Andrews 18.                                        |                                 |
| 082      | Aiakides, Sohn des Hieronymos                   | 209/208 v. Chr. | 14.           | P. Hausw. 14.                                            |                                 |
| 083      | Demosthenes oder Timosthenes, Sohn des Kratinos | 208/207 v. Chr. | 15.           | P. BM Andrews 28.                                        |                                 |
| 084      | ?                                               | 207/206 v. Chr. | 16.           |                                                          |                                 |
| 085      | ?                                               | 206/205 v. Chr. | 17.           |                                                          |                                 |
| 086      | Asklepiades, Sohn des Asklepiades               | 205 v. Chr.     | 18.           | P. KölnÄgypt. 7.                                         |                                 |

### Ptolemaios V. Epiphanes(205–180 v. Chr.)
| Priester | Priester                              | Amtsjahr        | Herrscherjahr | Belege                                  | Bemerkungen    |
| -------- | ------------------------------------- | --------------- | ------------- | --------------------------------------- | -------------- |
| 086      | ?                                     | 205/204 v. Chr. | 1.            |                                         |                |
| 087      | Aristomenes, Sohn des Menneas         | 204/203 v. Chr. | 2.            | P. dem. Cair. 30660, 30700.             | aus Alyzeia    |
| 088      | Satyros, Sohn des Eumenes             | 203/202 v. Chr. | 3.            | PP III/IX 5263.                         |                |
| 089      | Adaios, Sohn des Gorgias              | 202/201 v. Chr. | 4.            | P. Tebt. III 820.                       |                |
| 090      | Pausanias, Sohn des Demetrios         | 201/200 v. Chr. | 5.            | P. Tebt. III 1003.                      |                |
| 091      | Andromachos, Sohn des Lysimachos      | 200/199 v. Chr. | 6.            |                                         |                |
| 092      | Twnn, Sohn des Ptolemaios             | 199/198 v. Chr. | 7.            | P. dem. Louvre 2435.                    |                |
| 093      | Demetrios, Sohn des Sitalkes          | 198/197 v. Chr. | 8.            | P. dem. Louvre 3266.                    |                |
| 094      | Aetos, Sohn des Aetos                 | 197/196 v. Chr. | 9.            | Stein von Rosette = OGIS I 90.          |                |
| 095      | Zoilos, Sohn des Andros               | 196/195 v. Chr. | 10.           | London, BM EA 10624, 10629.             |                |
| 096      | Ptolemaios, Sohn des Ptolemaios       | 195/194 v. Chr. | 11.           | PP IX 5240a.                            |                |
| 097      | ?                                     | 194/193 v. Chr. | 12.           |                                         |                |
| 098      | ?, Sohn des Eumelos                   | 193/192 v. Chr. | 13.           | P. Tebt. III 816.                       |                |
| 099      | Theon, Sohn des Zenodotos             | 192/191 v. Chr. | 14.           | BGU XIV 2388.                           |                |
| 100      | Antipatros, Sohn des Dionysios        | 191/190 v. Chr. | 15.           | London, BM EA 10560.                    |                |
| 101      | ?                                     | 190/189 v. Chr. | 16.           |                                         |                |
| 102      | ?                                     | 189/188 v. Chr. | 17.           |                                         |                |
| 103      | Charileos, Sohn des Nymphion          | 188/187 v. Chr. | 18.           | P. Mich. Inv. 928.                      |                |
| 104      | Aristonikos, Sohn des Aristonikos     | 187/186 v. Chr. | 19.           |                                         | aus Alexandria |
| 105      | Timotheos, Sohn des Timotheos         | 186/185 v. Chr. | 20.           | P. Mich. Inv. 3156. P. BM. Reich 10226. |                |
| 106      | Ptolemaios, Sohn des Ptolemaios       | 185/184 v. Chr. | 21.           | PP III/IX 5241, VI 14946.               |                |
| 107      | Ptolemaios, Sohn des Ptolemaios       | 184/183 v. Chr. | 22.           | PP III/IX 5241, VI 14946.               | 2. Amtszeit    |
| 108      | Ptolemaios, Sohn des Pyrrhides        | 183/182 v. Chr. | 23.           | Stele 5576.                             |                |
| 109      | Hegesistratos, Sohn des Hegesistratos | 182/181 v. Chr. | 24.           | P. BM Andrews 10.                       |                |
| 110      | ?, Sohn des Zenodoros                 | 181/180 v. Chr. | 25.           |                                         |                |

### Ptolemaios VI. Philometor(180–170 v. Chr.)
| Priester | Priester                             | Amtsjahr        | Herrscherjahr | Belege                               | Bemerkungen    |
| -------- | ------------------------------------ | --------------- | ------------- | ------------------------------------ | -------------- |
| 110      | ?                                    | 181/180 v. Chr. | 1.            |                                      |                |
| 111      | Poseidonios, Sohn des Poseidonios    | 180/179 v. Chr. | 2.            | P. Amh. II 42.                       |                |
| 112      | Philon, Sohn des Kastor              | 179/178 v. Chr. | 3.            | P. dem. Cair. 30783, 30968.          | aus Alexandria |
| 113      | ?                                    | 178/177 v. Chr. | 4.            |                                      |                |
| 114      | Ptolemaios, Sohn des Ptolemaios      | 177/176 v. Chr. | 5.            | London, BM EA 10518.                 |                |
| 115      | Ptolemaios, Sohn des Philokrates     | 176/175 v. Chr. | 6.            |                                      |                |
| 116      | Philostratos, Sohn des Asklepiodotos | 175/174 v. Chr. | 7.            | P. Tebt. III 818, 979.               |                |
| 117      | Herakleodoros, Sohn des Apollophanes | 174/173 v. Chr. | 8.            | P. Amh. II 43.                       |                |
| 118      | Apollodoros, Sohn des Zenon          | 173/172 v. Chr. | 9.            | P. BM Siut 10594. P. Mich. Inv. 190. |                |
| 119      | Demetrios, Sohn des Demokles         | 172/171 v. Chr. | 10.           | P. Tebt. III 819.                    |                |
| 120      | Alexandros, Sohn des Epikrates       | 171/170 v. Chr. | 11.           | London, BM EA 10675.                 |                |

### Ptolemaios VI. Philometor/Ptolemaios VIII. Euergetes II./Kleopatra II.(170–145 v. Chr.)
| Priester | Priester                                          | Amtsjahr        | Herrscherjahr | Belege                                           | Bemerkungen                                            |
| -------- | ------------------------------------------------- | --------------- | ------------- | ------------------------------------------------ | ------------------------------------------------------ |
| 121      | Pyrrhos, Sohn des Pyrrhos                         | 170/169 v. Chr. | 12. / 1.      | London, BM EA 10513.                             |                                                        |
| 122      | ?                                                 | 169/168 v. Chr. | 13. / 2.      |                                                  |                                                        |
| 123      | ?                                                 | 168/167 v. Chr. | 14. / 3.      |                                                  |                                                        |
| 124      | ?                                                 | 167/166 v. Chr. | 15. / 4.      |                                                  |                                                        |
| 125      | Melagkomas (Sohn des Philodamos?)                 | 166/165 v. Chr. | 16. / 5.      | PP III/IX 5194.                                  | aus Aitolien                                           |
| 126      | Polykritos, Sohn des Aristodemos                  | 165/164 v. Chr. | 17. / 6.      |                                                  |                                                        |
| 127      | Herakleides oder Herakleitos, Sohn des Philoxenos | 164/163 v. Chr. | 18. / 7.      |                                                  |                                                        |
| 128      | Isidotos, Sohn des Theon oder Thyion              | 163/162 v. Chr. | 19. / 8.      |                                                  |                                                        |
| 129      | ?                                                 | 162/161 v. Chr. | 20. / 9.      |                                                  |                                                        |
| 130      | ?                                                 | 161/160 v. Chr. | 21. / 10.     |                                                  |                                                        |
| 131      | ?                                                 | 160/159 v. Chr. | 22. / 11.     |                                                  |                                                        |
| 132      | ?                                                 | 159/158 v. Chr. | 23. / 12.     |                                                  |                                                        |
| 133      | Ptolemaios, Sohn des Ptolemaios                   | 158/157 v. Chr. | 24. / 13.     | P. dem. Cair. 30606. London, BM EA 10561, 10618. | Ältester Sohn des Ptolemaios VI. und der Kleopatra II. |
| 134      | ?                                                 | 157/156 v. Chr. | 25. / 14.     |                                                  |                                                        |
| 135      | Kaphisodoros, Sohn des Kaphisodoros               | 156/155 v. Chr. | 26. / 15.     | PP III/IX 5167.                                  |                                                        |
| 136      | ?                                                 | 155/154 v. Chr. | 27. / 16.     |                                                  |                                                        |
| 137      | ?                                                 | 154/153 v. Chr. | 28. / 17.     |                                                  |                                                        |
| 138      | Demetrios, Sohn des Stratonikos                   | 153/152 v. Chr. | 29. / 18.     |                                                  |                                                        |
| 139      | ?                                                 | 152/151 v. Chr. | 30. / 19.     |                                                  |                                                        |
| 140      | ?                                                 | 151/150 v. Chr. | 31. / 20.     |                                                  |                                                        |
| 141      | Epitychos oder Epidikos                           | 150/149 v. Chr. | 32. / 21.     | London, BM EA 10620.                             |                                                        |
| 142      | ?                                                 | 149/148 v. Chr. | 33. / 22.     |                                                  |                                                        |
| 143      | Kallikles, Sohn des Diokrates oder Theokrates     | 148/147 v. Chr. | 34. / 23.     | P. dem. Cair. 31179.                             |                                                        |
| 144      | ?, Sohn des Zoilos                                | 147/146 v. Chr. | 35. / 24.     | London, BM EA 10620(b).                          |                                                        |
| 145      | Tyiywns, Sohn des Xanthippos                      | 146/145 v. Chr. | 36. / 25.     | P. dem. Cair. 30605.                             |                                                        |

### Ptolemaios VIII. Euergetes II./Kleopatra II.(145–141 v. Chr.)
| Priester | Priester                        | Amtsjahr        | Herrscherjahr | Belege               | Bemerkungen |
| -------- | ------------------------------- | --------------- | ------------- | -------------------- | --- |
| 145      | Tyiywns, Sohn des Xanthippos    | 145 v. Chr.     | 25.           | P. dem. Cair. 30605. | |
| 146      | ?                               | 145/144 v. Chr. | 26.           |                      | |
| 147      | Ptolemaios, Sohn des Ptolemaios | 144/143 v. Chr. | 27.           | P. Köln VIII 350.    | Der zweite Sohn des Ptolemaios VI. und der Kleopatra II., welcher nach älterer aber widerlegter Auffassung 145 v. Chr. kurzzeitig als „Ptolemaios VII.“ geherrscht habe. |
| 148      | ?                               | 143/142 v. Chr. | 28.           |                      | |
| 149      | ?                               | 142/141 v. Chr. | 29.           |                      | |

### Ptolemaios VIII. Euergetes II./Kleopatra II./Kleopatra III.(141–116 v. Chr.)
| Priester | Priester                        | Amtsjahr        | Herrscherjahr | Belege                            | Bemerkungen                                                       |
| --- | ------------------------------- | --------------- | ------------- | --------------------------------- | ----------------------------------------------------------------- |
| 150 | ?                               | 141/140 v. Chr. | 30.           |                                   |                                                                   |
| 151 | ?                               | 140/139 v. Chr. | 31.           |                                   |                                                                   |
| 152 | ?                               | 139/148 v. Chr. | 32.           |                                   |                                                                   |
| 153 | Dionysios, Sohn des Demetrios   | 138/137 v. Chr. | 33.           | P. dem. Cair. 30619.              |                                                                   |
| 154 | ?                               | 137/136 v. Chr. | 34.           |                                   |                                                                   |
| 155 | Antipatros, Sohn des Ammonios   | 136/135 v. Chr. | 35.           | P. Tebt. III 810.                 |                                                                   |
| 156 | Ptolemaios, Sohn des Ptolemaios | 135/134 v. Chr. | 36.           | P. Tebt. III 810.                 | Sohn des Ptolemaios VIII., entweder Memphites oder Ptolemaios IX. |
| Für die Priester Nr. 157–171 vom 37. bis 50. Herrscherjahr des Ptolemaios VIII. Euergetes II. liegen keine Papyrusfunde oder Inschriften vor. |                                 |                 |               |                                   |                                                                   |
| 172 | Apollonios, Sohn des Eirenaios  | 120/119 v. Chr. | 51.           | London, BM EA 10398.              |                                                                   |
| 173 | Ptolemaios, Sohn des Kastor     | 119/118 v. Chr. | 52.           | PP III/IX 5251. P. Hamb. Inv. 12. |                                                                   |
| 174 | ?                               | 118/117 v. Chr. | 53.           |                                   |                                                                   |
| 175 | ?                               | 117/116 v. Chr. | 54.           |                                   |                                                                   |

### Kleopatra III./Ptolemaios IX. Soter II.(116–107 v. Chr.)
| Priester                                                         | Amtsjahr        | Herrscherjahr | Belege                                   | Bemerkungen |
| ---------------------------------------------------------------- | --------------- | ------------- | ---------------------------------------- | --- |
| ?                                                                | 116 v. Chr.     | 1.            |                                          | |
| Ptolemaios IX. Philometor Soter                                  | 116/115 v. Chr. | 2.            | P. dem. Cair. 30602; 30603.              | |
| Ptolemaios IX. Theos Philometor Soter                            | 115/114 v. Chr. | 3.            | P. Genf. I, 25. P. Strasb. 81, 83, 84.   | |
| Ptolemaios IX. Theos Philometor Soter                            | 114/113 v. Chr. | 4.            | P. Genf. II, 20. P. Strasb. 85. BGU 944. | Ptolemaios X. erhebt sich 114 v. Chr. in Zypern zum König.                                                                             |
| Ptolemaios IX. Theos Philometor Soter                            | 113/112 v. Chr. | 5.            | P. Lond. III 1204.                       | |
| Artemidor, Sohn des Sation Ptolemaios IX. Theos Philometor Soter | 112/111 v. Chr. | 6.            | P. Strasb. 86.                           | Artemidor hatte das Priesteramt in den ersten Monaten des Herrscherjahres bekleidet. Vermutlich war er ein Anhänger der Kleopatra III. |
| Ptolemaios IX. Theos Philometor Soter                            | 111/110 v. Chr. | 7.            | ?                                        | |
| Ptolemaios IX. Theos Philometor Soter                            | 110/109 v. Chr. | 8.            | BGU III 995.                             | |
| Ptolemaios IX. Theos Philometor Soter                            | 109/108 v. Chr. | 9.            | P. Lond. III 881.                        | |
| Ptolemaios IX. Theos Philometor Soter                            | 108/107 v. Chr. | 10.           | ?                                        | |
| Ptolemaios IX. Theos Philometor Soter                            | 107 v. Chr.     | 11.           | BGU III 996.                             | |

### Kleopatra III./Ptolemaios X. Alexander I.(107–101/88 v. Chr.)
| Priester                                 | Amtsjahr        | Herrscherjahr | Belege                            | Bemerkungen |
| ---------------------------------------- | --------------- | ------------- | --------------------------------- | ----------- |
| Ptolemaios X. Theos Neos Alexandros      | 107/106 v. Chr. | 11. / 8.      | P. Bruxelles Inv. E. 7155, 7156A. |             |
| Ptolemaios X. Theos Neos Alexandros      | 106/105 v. Chr. | 12. / 9.      | P. Tebt. I 166.                   |             |
| Kleopatra III. Thea Euergetis Philometor | 105/104 v. Chr. | 13. / 10.     | P. Köln II 81.                    |             |

## Ämtervereinigung
Ptolemaios, Sohn des Kastor, ist der letzte namentlich bekannte Alexanderpriester, bevor diese Würde mit dem Königsamt vereint wurde. Da der Priestertitel erstmals im zweiten Herrscherjahr des Königspaars Ptolemaios IX. und Kleopatra III. (116/115 v. Chr.) in der Königstitulatur nachgewiesen werden kann, bleibt es vorerst unklar, ob die Ämtervereinigung noch in den letzten beiden Jahren des Ptolemaios VIII. geschehen war oder erst mit dem Herrschaftsantritt seines Nachfolgepaares vollzogen wurde. Möglich ist aber, dass erst Ptolemaios IX. diesen Schritt als notwendig erachtete, um seinen Vorrang im Königtum gegenüber seiner mitregierenden Mutter Kleopatra III. zu demonstrieren. Damit hatte jedenfalls das Priesteramt einen Bedeutungswandel vollzogen, indem es seinen eponymen Charakter verloren und einen propagandistischen angenommen hatte. Als das Königsamt im Ptolemäerstaat seit dem frühen 2. Jahrhundert v. Chr. von mehreren, untereinander konkurrierenden Mitgliedern der Herrscherdynastie zeitgleich in Beschlag genommen wurde, musste sich zwangsläufig der Vorrang des Einen gegenüber dem Anderen öffentlich artikulieren. Die Übernahme des nicht teilbaren Priesteramtes muss von Ptolemaios IX. als die geeignete Maßnahme erachtet worden sein, um sich von seiner mitregierenden aber verhassten Mutter abzusetzen, zumal diese im selben Zeitraum ihren höchst eigenen Personenkult mit eigenen Priesterämtern begründete. Einzig die Inhaberschaft des Alexanderkultes konnte dies noch übertreffen und demonstrieren, wer die tatsächliche Herrschaft in Alexandria und damit im Ptolemäerreich innehatte.
Die neue Bedeutung des Amtes ist auch in seiner weiteren Geschichte nachzuverfolgen. In den ersten Monaten des Jahres 112/111 v. Chr. amtierte kurzzeitig mit Artemidor eine Privatperson als Alexanderpriester. Wahrscheinlich war dieser ein Gefolgsmann der Kleopatra III., die ihn in dieses Amt einsetzen konnte, nachdem ihr die zeitweilige Vertreibung ihres Sohnes aus Alexandria gelungen war. Da das Bekleiden einer Hohepriesterwürde durch eine Frau mit der religiösen Vorstellungswelt der Hellenen nicht zu vereinbaren war, wird sie notgedrungen zur Besetzung des Amtes mit einem ihrer Anhänger gezwungen gewesen sein, doch letztlich dürfte sie mit dieser Handlung ihre Herrschaft in Alexandria öffentlich demonstriert haben. Der Name des Ptolemaios IX. ist allerdings im betreffenden Papyrus zu diesem Jahr nachträglich hinter dem des Artemidor im Priesteramt eingesetzt worden, ihm muss also noch im selben Jahr die Rückkehr nach Alexandria mit der Machtübernahme gelungen sein.
Im Jahr 107 v. Chr. konnte Kleopatra III. dann doch ihren ältesten Sohn dauerhaft aus Alexandria vertreiben und ihren Zweitgeborenen, Ptolemaios X. († 88 v. Chr.), als ihren Mitherrscher und Alexanderpriester einsetzen. Als sich mit ihm aber der innerdynastische Machtkampf fortsetzte, fasste sie 105 v. Chr. den Entschluss zur persönlichen Übernahme der Priesterwürde, um ihren Vorrang in der Herrschaft zu unterstreichen. Ptolemaios X. musste sich fortan mit der Rolle des untergeordneten Mitkönigs zufriedengeben. Dieser eklatante Verstoß gegen die religiösen Traditionen wurde von Kleopatra III. wahrscheinlich als Dauerlösung ersonnen, doch dürfte sie damit ihr Ansehen gegenüber den Hellenen nachhaltig beschädigt haben. Die letzten Jahre ihres Lebens war sie mit einem andauernden Krieg gegen Ptolemaios IX. beschäftigt, bis sie 101 v. Chr. wohl nach einem Mordanschlag von Ptolemaios X. verstarb, der nun die Alleinherrschaft übernehmen konnte. Priester- und Königsamt blieben unter den Nachfolgern Ptolemaios’ X. weiter bis zum Ende der Ptolemäer miteinander vereint, wenngleich die Nennung der Priestertitel auf Papyri nun nur noch selten erfolgte. Durch den Verlust ihres eponymen Charakters hatten sie ihre Bedeutung für die Datierung eingebüßt.

## Abkürzungen
- BGU = Ägyptische Urkunden aus den Staatlichen Museen zu Berlin, Griechische Urkunden. (bisher 13 Bände seit 1895; Neudruck von Bd. I–IX, Mailand 1972).
- CPJud = Victor A. Tcherikover, Alexander Fuks: Corpus Papyrorum Judaicarum. Vol. I, Cambridge (Massachusetts) 1957.
- London, BM EA = Inventarsnummern der Papyri und Inschriften des British Museum in London.
- OGIS = Wilhelm Dittenberger: Orientis Graeci inscriptiones selectae. Band I, Leipzig 1903.
- P. Amh. = B. P. Grenfell und A. S. Hunt: The Amherst Papyri. 2 Bände. London 1900–1901.
- P. Amsterdam inv. = Papyrus-Inventar der Universität von Amsterdam.
- P. BM Andews = C. A. R. Andrews: Ptolemaic Legal Texts from the Theban Area. London 1990.
- P. dem. Berl. = Demotische Papyri aus den Staatlichen Museen zu Berlin., 3 Bände, Berlin 1978–1993.
- P. Bruxelles Inv. = Papyri-Inventar des königlichen Museums für Kunst und Geschichte von Brüssel.
- P. Cair. Zen. = C. C. Edgar: Zenon Papyri. Vols. I–V, Cairo 1925–1931.
- P. Cornell = W. L. Westermann, C. J. Kraemer Jr.: Greek Papyri in the Library of Cornell University. New York 1926.
- P. dem. Cair. = Wilhelm Spiegelberg: Die Demotischen Denkmäler. Bd. I: Die demotischen Inschriften. Leipzig 1904; Bd. II: Die demotischen Papyri. Straßburg 1908; Bd. III: Demotische Inschriften und Papyri. Berlin 1932.
- P. Eleph. = Otto Rubensohn: Aegyptische Urkunden aus den königlichen Museen in Berlin. In: Griechische Urkunden. Sonderheft: Elephantine Papyri. Berlin 1907.
- P. Genf. I = J. Nicole: Les Papyrus de Genève. Vol. I, Genf 1896–1906.
- P. Hamb. Inv. = P. Meyer: Griechische Papyrusurkunden der Hamburger Staats- und Universitätsbibliothek. Leipzig/Berlin 1911–1924.
- P. Hib. I = Bernard P. Grenfell, Arthur S. Hunt: The Hibeh Papyri. Part I, London 1906.
- P. Hib. II = E. G. Turner: The Hibeh Papyri. Part II, London 1955.
- P. Hausw. = Wilhelm Spiegelberg, Josef Partsch: Die demotischen Hauswaldt Papyri: Verträge der ersten Hälfte der Ptolemäerzeit (Ptolemaios II–IV) aus Apollinopolos (Edfu). Leipzig 1913.
- P. KölnÄgypt. = D. Kurth, H.-J. Thissen und M. Weber (Hrsg.): Kölner ägyptische Papyri. Opladen 1980.
- P. Köln II = B. Kramer und D. Hagedorn: Kölner Papyri. Band 2, Opladen 1978.
- P. Köln VIII = M. Gronewald, K. Maresch und C. Römer: Kölner Papyri. Band 8, Opladen 1997.
- P. Lond. III = F. G. Kenyon, H. I. Bell: Greek Papyri in the British Museum. Vol. III, London 1907.
- P. Mich. Inv. = Papyrus-Inventar der Universität von Michigan.
- P. Osl. = S. Eitrem, L. Amundsen: Papyri Osloenses. Vols. II–III, Oslo 1931–1936.
- P. Petrie = J. P. Mahaffy, J. G. Smyly: The Flinders Petrie Papyri. Vols. I–III, Dublin, 1891–1905.
- P. BM. Reich = Nathaniel Reich J.: Papyri juristischen Inhalts in hieratischer und demotischer Schrift aus dem British Museum. Wien 1914.
- P. BM Siut = Herbert Thompson: A Family Archive from Siut from Papyri in the British Museum. Oxford 1934.
- P. Strasb. = Papyrus grecs de la Bibliothèque Nationale et Universitaire de Strasbourg. Straßburg 1912–1914.
- P. Tebt. I = B. P. Grenfell, A. S. Hunt, J. G. Smyly: The Tebtunis Papyri. Vol. I, London 1902.
- P. Tebt. III = Bernard P. Grenfell, Arthur S. Hunt, J. Gilbart Smyly: The Tebtunis Papyri. Vol. III, London 1933.
- PP VI = Willy Peremans, Edmond Van‘t Dack, Leon Mooren, W. Swinnen: Prosopographia Ptolemaica VI: La cour, les relations internationales et les possessions extérieures, la vie culturelle (Nos 14479-17250). In: Studia Hellenistica. Bd. 21, Löwen 1968.
- PP III/IX = Willy Clarysse: Prosopographia Ptolemaica IX: Addenda et Corrigenda au volume III. In: Studia Hellenistica. Bd. 25, Löwen, 1981.
- PSI = Papyri Greci e Latini. Vols. I–XIV, Firenze 1912–1957.
- SB = Hans A. Rupprecht, Joachim Hengstl: Sammelbuch griechischer Urkunden aus Ägypten. Band I–XXVI, 1903–2006.
- Stele 5576 = Urbain Bouriant: La Stèle 5576 du Musée de Boulaq et l’Inscription de Rosette. In: Recueil de travaux, Vol. 6, Paris 1885, S. 1–20.